# Социальная работа

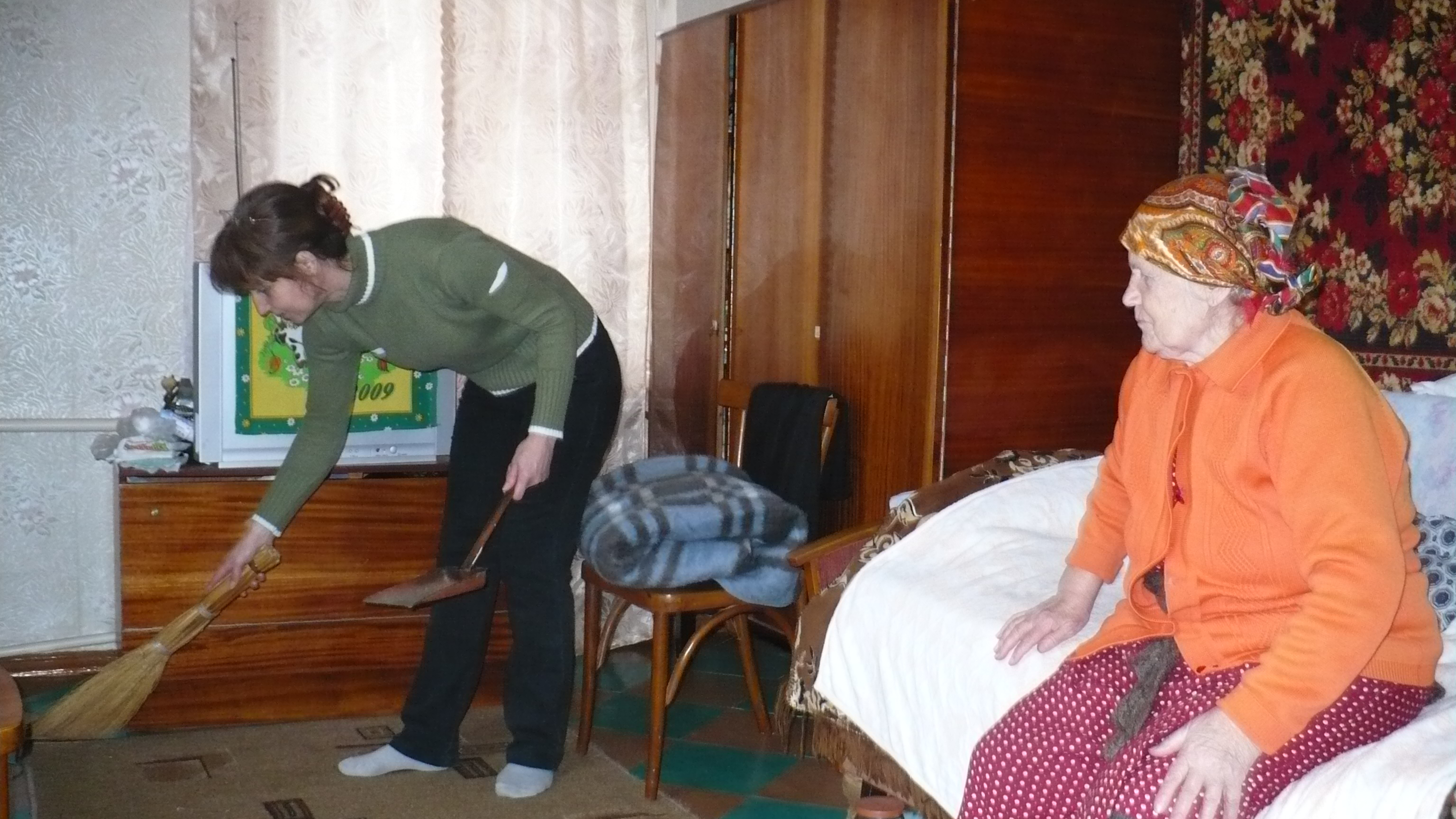
Социальный работник оказывает надомные услуги по уборке помещения одиноко проживающей пожилой жительнице города Лермонтов.

Социа́льная рабо́та — профессиональная деятельность, имеющая цель содействовать людям и социальным группам в  преодолении личностных и социальных трудностей посредством поддержки, защиты, коррекции и социальной реабилитации. Она включает как помощь одиноким пенсионерам и инвалидам, так и помощь неблагополучным семьям с детьми, бездомным, наркоманам, алкоголикам, психически больным.
Как следует из определения социальной работы, принятого Международной ассоциацией школ социальной работы и Международной федерацией социальных работников 27 июня 2001 года в Копенгагене, «профессиональная деятельность социальных работников способствует общественным изменениям, решению проблем человеческих взаимоотношений; содействует укреплению способностей к функциональному существованию в обществе и освобождению людей в целях повышения их уровня благополучия. Используя теории поведения человека и общественных систем, социальная работа способствует взаимодействию людей с их окружением. Принципы прав человека и социальной справедливости являются фундаментом социальной работы».

## История

### Европа и США
Основу для зарождения профессиональной социальной работы подготовили возникшие в Великобритании во второй половине XIX века такие организации как Общество организованной благотворительности и Движение поселений. В 1880‑х годах в США возникли по их образцу благотворительная организация в Баффало, созданная по типу Общества организованной благотворительности в 1887 году, и Гильдия соседей (поселенцев), созданная в 1886 году в Нью-Йорке. Обе эти организации были созданы для практической помощи бедным, и в их работе участвовали образованные люди из высших и средних слоев населения. Такая деятельность была особенно привлекательна для молодых женщин, которые увидели в социальной работе возможность повысить свой социальный статус и получить экономическую независимость.
К 1892 году в крупных городах США и Канады были созданы 92 благотворительные организации такого типа. В Балтиморском обществе организованной благотворительности работала Мэри Ричмонд, которая во главу угла при решении вопросов совершенствования благотворительной работы поставила образование. При этом она выделяла два направления: просветительскую работу (публикация статей, учреждение органов периодической печати, публичные выступления, семинары, встречи с общественностью, учащимися и студентами) и подготовку и профессиональное обучение специалистов благотворительности. В 1898 году в Нью-Йорке была открыта Школа прикладной филантропии.
В 1899 году в Амстердаме был открыт Институт подготовки социальных работников с двухлетней программой обучения. В том же году в Берлине начала работать программа годичной подготовки молодых женщин для работы в социальной сфере. К 1910 году в мире уже было более 15 (из них 5 в США) учебных заведений, готовивших социальных работников.
После Первой мировой войны в США возникло так называемое диагностическое направление в социальной работе, которое было связано с колледжем Смита в Нью-Йорке, в котором готовили социальных работников для работы в психиатрических службах. Потребность в них была очень велика, поскольку было много ветеранов Первой мировой войны, испытывающих различного рода психологические проблемы. Это направление понимало социальную работу как лечение клиента, как изменение его личности и помощь в его адаптации к окружающей среде.
В 1930-х годах в Пенсильвании возникло так называемое функциональное направление в социальной работе, которое делало акцент на партнерстве между социальным работником и подопечным, на отказ от формальных и авторитарных отношений. Это направление рассматривало социальную работу не как лечение, а как услугу.
Важное значение для формирования современной системы социальной помощи оказали принципы Эльберфельдской системы. В апреле 1852 года предприниматели прусского города Эльберфельд (в настоящее время он вошёл в состав Вупперталя) Д. фон дер Хайдт, Г. Шлипер и Д. Петерс представили городскому совету новую концепцию общественного призрения. Нуждающиеся были поделены на «домашних» и «внешних» бедных. «Домашние» бедные находились в социальных заведениях города (богадельне, приюте для покинутых детей, больнице для умалишённых). Прочие назывались «внешними бедными». С ними работали попечители, задачей которых было «ободрение» родителей, чтобы те поддерживали образование детей. В детях они должны были «воспитывать» уважение к родителям, стремление помогать им. Попечители определяли причины нужды каждой семьи и выявляли «симуляцию». Если требовалась срочная финансовая помощь (рождение детей, похороны, болезни), то попечитель выдавал ее сам, но на продление пособия необходимо было особое разрешение. Принципы Эльберфельдской системы (бесплатность, индивидуализация, децентрализация и краткосрочность помощи) были приняты созданным в 1880 году Германским союзом по призрению бедных и благотворительности.

### Россия
История социальной работы в России — новая тема в российском историческом познании. Актуальность исторического познания социальной работы как составной части социальной политики связана с прагматическими задачами. Споры о самостоятельном пути развития России как особой цивилизации заставляют более пристально изучать её прошлое, в нём искать ответы на современные вопросы. Историческое прошлое социальной работы — не только многовековая коллективная память законодательных и политических доктрин, но и формы, методы, принципы работы с общностями и индивидами в социокультурной среде с учетом российской ментальности. Социальная работа в России как вид деятельности имеет многовековую историю. Обычно выделяют следующие периоды:

#### Архаический период (до X века)
Этот период характеризуется наличием родовых и общинных форм помощи у славян. В древнеславянских общинах можно выделить следующие формы помощи и взаимопомощи:
- Культовые формы поддержки. Архаическая парадигма помощи тесно связана с языческим миросозерцанием, мироощущением. Это нашло и отражение в сложившихся способах помощи:
  - Институт волхвов — регулятор общественных отношений. Устраивали погребальные игры рода, принимали важные решения в кризисных ситуациях. Например, вдовы обмывали и обряжали умерших, за что получали в качестве «отдара» вещи покойного.
  - Коллективные формы помощи связаны с такими понятиями, как редистрибуция (перераспределение) и реципрокация (взаимообмен, см. Потлач). В частности, это нашло выражение в братчине (помощь в уборке урожая), в разделении труда.
  - Институт праздников. Тесно связаны с механизмами распределения и перераспределения.
- Общинно-родовые формы помощи. Эти формы поддержки тесно связаны с вервью (круговой порукой), через которую и осуществлялась забота о слабых и немощных:
  - Родовые обряды почитания предков — тризны, погребальные состязания, игрища, трапезы. В эти дни жертвовалась определённая милостыня («справа»).
  - Институт старцев — различные формы поддержки стариков (в том числе кормление по домам).
  - Институт детского сиротства. Институт приймачества — приём в семью сироты людьми пожилого возраста, когда им уже было трудно справляться с хозяйством или они не имели наследников. Фетимизация — назначение сироте, не имеющему хозяйства, «общественных» родителей (кормление по домам). Если у сироты было хозяйство, он назывался «выхованцем», «годованцем», и усыновления не происходило.
  - Институт вдов — помощь вдовам. Появляется незадолго до принятия христианства.
  - Хождение за «навалным» — своеобразный ритуал по оказанию помощи нуждающейся женщине, как правило, осенью после уборки урожая.
- Хозяйственные формы помощи. Ранние формы помощи носили ритуальный характер, многие сохранили форму народных праздников.
  - «Помочи». Внесезонные «помочи» связаны с кризисными ситуациями (пожары, наводнения, массовый падёж скота). При этом оказывалась помощь по хозяйству, отдавали часть продуктов, одежды, скота (например, «наряды миром», сиротские и вдовьи «помочи»). Сезонные «помочи» связаны с сельскохозяйственными работами. При этом происходил сбор продуктов на общественные нужды (поэтому такие праздники назывались ссыпками, мирщиной, ссыпщиной), это была и форма «общественной милостыни».
  - Толоки — вид помощи, включавший совместную обработку земли, перевозку сена, земли, навоза.
  - Складчина — совместное кормление, совместная заготовка корма для скота.
  - Супряга — совместное использование рабочего скота.
  - Культ героя. Наиболее яркое выражение — княжеские пиры, где принимали участие все желающие (в том числе нищие, больные).
  - Выкуп пленных.

#### Период княжеской и церковно-монастырской благотворительности (X—XIII века)
Изменение парадигмы помощи связано с изменением социально-экономической и социокультурной ситуаций, в первую очередь с крещением Руси в 988 году. Христианизация оказала решающее влияние на все сферы жизни общества. Наибольшее значение имели идеи о спасении души, человеколюбии, духовности, милосердии, стыде и совести.
Изменение содержания милосердия в данный период характеризуется следующим образом:
| Содержание понятия «милосердие» | XI век                                                                            | XII век                               | XIII век                |
| Милостыня                       | Милосердие, сострадание, сочувствие, подаяние                                     | Благотворение, добрые дела            |                         |
| Милость                         | Милосердие, сострадание, сочувствие; благосклонность, особое расположение, любовь | Милостыня, подаяние; плата, жалованье | Прощение, снисхождение  |
| Милование                       | Сострадание, сочувствие, милосердие, прощение, снисхождение                       | Готовность помочь, оказание милости   | Благосклонность, любовь |
| Миловати                        | Поддерживать, помогать                                                            |                                       |                         |
| Миление                         |                                                                                   | Сострадание                           |                         |

#### Период государственного призрения (вторая половина XVII века — вторая половина XIX века)
Система государственного призрения сложилась в Российской империи при Екатерине II, издавшей в 1763 году указ об открытии Московского воспитательного дома, в который принимались даже сироты до 3-х лет. В 1770 году такой дом был открыт в Санкт-Петербурге.
В 1764 году был издан указ об основании воспитательного общества благородных девиц — Смольный институт благородных девиц. Через год при этом институте было открыто училище, в которое принимались девушки нищенского происхождения.
Вступив в 1796 году на российский престол, сын Екатерины II Павел I, поставил во главе воспитательного общества свою жену Марию Фёдоровну. Через год она встала во главе императорских воспитательных домов и коммерческого училища для мальчиков. Ещё в 1776 году во всех российских губерниях были созданы приказы общественного призрения, которые занимались вопросами помощи нуждающимся. Этими вопросами, позже, в XIX веке, активно занимались Ведомство учреждений императрицы Марии.
В связи с реформой местного самоуправления, начатой в России в 60-х годах XIX века, функции приказов общественного призрения перешли к земствам.
К концу прошлого столетия в России был накоплен большой опыт в деле помощи нуждающимся, который, однако, в значительной мере не был востребован вплоть до наших дней.

#### Период государственного обеспечения (1917—1991 годы)
В первые послереволюционные годы деятельность Советского правительства была направлена на повышение благосостояния трудящихся. С декабря 1917 г. было введено «Положение о страховании на случай безработицы». Тогда же вышел Декрет ВЦИК и СНК «О страховании на случай болезни». В апреле 1918 г. Наркомат Государственного призрения был преобразован в Наркомат социального обеспечения (НКСО). Это означало, что вопросы социального обеспечения трудящегося населения становились стержнем государственной политики в области социальной помощи. Начала формироваться общедоступная и бесплатная система медицинского обслуживания населения. Осенью 1918 г. был образован Всероссийский фонд социального обеспечения, порядок создания которого определялся «Положением о социальном обеспечении трудящихся» от 31.10.1918 г. 20-30-е гг. — борьба с детской беспризорностью; 1923 г. — стали создаваться кооперативные организации инвалидов; 1923 г. — Всероссийское общество слепых; 1926 г. — Всероссийское общество глухонемых; 1928 г. — пенсии по старости рабочим текстильной промышленности; 1929 г. — введены пенсии по старости для рабочих тяжелой промышленности и транспорта, 26 июня 1941 г. был принят Указ Президиума ВС СССР «О порядке назначения и выплаты пособий семьям военнослужащих рядового и младшего начальствующего состава в военное время». В июле 1944 г. увеличены льготы для матерей и беременных. После смерти Сталина внесены изменения в социальную политику. Успешная социальная политика позволила снизить смертность, рост промышленности, улучшение жилищного строительства, увеличение заработной платы. К середине 80-х гг. с 10 до 20 % был увеличен размер надбавки к пенсии по возрасту за непрерывный стаж рабочим и служащим, проработавшим на одном предприятии не менее 25 лет. Была введена скидка 50 % на лекарства пенсионерам. Для женщин вводился частично оплачиваемый отпуск. Но в начале 80-х гг. уровень жизни стал снижаться. В стране назревала необходимость проведения реформы социальной системы и её важной части — социального обеспечения. Попытки реформирования были предприняты в период перестройки, а также в 90-е гг. в условиях самостоятельного развития РФ.

#### Период социальной работы (1991 — по настоящее время)
Социальная работа как профессия появилась в России 23 апреля 1991 года, когда в соответствии с решением № 92 Государственного комитета по труду и социальным вопросам в перечне профессий появились новые специальности — социальный работник, социальный педагог и специалист по социальной работе.

## Социальная работа как наука
Социальную работу как науку можно понимать как область научного знания о закономерностях управления процессом использования внутренних и внешних ресурсов индивида, семьи или общности в ситуациях нарушения социального функционирования (Б. В. Куприянов). Выявление взаимодействия социальной работы с другими науками показало её междисциплинарный характер, а также отличие от таких смежных областей знания как социология, психология и т. д.
При исследовании причин, порождающих социальные проблемы, описание социальных процессов, социальных отношений, при анализе особенностей социальных групп, социальная работа как наука неизбежно пользуется научными представлениями, понятийным инструментарием других социальных наук, чей предмет близок к предмету социальной работы (социология, психология и т. д.) (И. С. Романычев).
Методы социальных наук: социологии, психологии, социальной психологии.
- эмпирические (методы сбора информации, не предполагающие воздействия на клиента):
  - наблюдение: включенное и обычное. В социальной работе как и во многих видах деятельности исследовательские задачи могут быть сопряжены с задачами практического воздействия, следовательно, некоторые методы могут иметь двойственный статус (как метод исследования и как метод практической деятельности), то есть могут сочетать в себе элементы того и другого, если даже не одновременно, то последовательно.
  - опрос: анкетирование, тестирование, интервьюирование (открытое и закрытое);
  - метод экспертных оценок;
  - социометрия;
  - диагностика;
- методы обработки информации:
  - биографический (перед ним обычно следует какой-либо вид опроса): предполагает сбор информации и её обработки, используя дневники, мемуары, письма;
  - автобиографический;
  - метод семейной биографии;
- методы теоретического анализа;
  - контент-анализ (сравнительный анализ);
  - системный подход.

#### Закономерности
Первая группа закономерностей социальной работы (закономерности функционирования и развития субъекта социальной работы):
1. взаимосвязь социальной политики государства и содержания социальной работы в обществе;
2. взаимосвязь между целями социального развития и уровнем развития социальной работы (хотя указанные цели формулируются в основополагающих документах, в трудах теоретиков и экспертов достаточно неопределенно, но анализ деятельности социальных служб позволяет сделать вывод о направленности такого развития; в частности, определенное изменение приоритетов в деятельности служб социального обслуживания, которое начиналось преимущественно как деятельность по оказанию помощи пожилым и инвалидам, а в последнее время акцент сместился на помощь безнадзорным детям и подросткам, семьям групп риска и т. п.);
3. зависимость результативности социальной защиты от структурной завершенности системы органов управления и функционирования;
4. зависимость результативности социальной зашиты от социальной ориентации сознания и деятельности кадрового состава органов государственного управления.

Вторая группа закономерностей социальной работы (закономерности связи между субъектами и объектами социальной работы):
1. общая заинтересованность социального работника и клиента в конкретных результатах их взаимодействия (оба субъекта должны быть активны в решении проблем);
2. соответствие полномочий и ответственности специалиста по социальной работе;
3. соответствие общего уровня развития специалиста по социальной работе.

Само по себе теоретическое знание закономерностей ещё не гарантирует их систематического использования в повседневной практике специалистов по социальной работе. Закономерности — это лишь некие ориентиры, которые должен знать специалист по социальной работе. Поэтому на практике социальный работник чаще всего исходит из типичности проблем клиентов, использует, в первую очередь, те выводы и правила, которые формулируются наукой и практикой на основе открытых закономерностей.

#### Принципы
Принципы социальной работы являются важными структурными элементами логических форм научной теории и основополагающими правилами эмпирической деятельности.
Группы принципов социальной работы:
- общефилософские принципы, лежащие в основе всех наук об обществе, человеке и механизме их взаимодействия (принцип детерминизма, принцип отражения, принцип развития и др.);
- социально-политические принципы выражают требования, обусловленные зависимостью содержания и направленности социальной работы от социальной политики государства (единство государственного подхода в сочетании с региональными особенностями социальной работы, демократизм её содержания и методов, законность и справедливость деятельности социального работника);
- организационные принципы (социально-технологическая компетентность кадров, принцип контроля и проверки исполнения, принцип функциональной определенности, принцип единства прав и обязанностей);
- психолого-педагогические принципы (выбор средств психолого-педагогического воздействия на клиентов социальных служб, необходимость учета индивидуальных характеристик при осуществлении любых социально-технологических процедур, целенаправленность и адресность социальной работы).

Специфические принципы социальной работы, определяющие основные правила деятельности в сфере оказания социальных услуг населению:
- принцип универсальности (отсутствие дискриминации клиентов по каким-либо признакам)
- принцип охраны социальных прав (оказание помощи клиенту не может быть обусловлено требованием к нему, отказаться от своих социальных прав).
- принцип социального реагирования
- принцип профилактической направленности
- принцип клиентоцентризма
- принцип опоры на собственные силы
- принцип максимизации социальных ресурсов
- принцип конфиденциальности
- принцип альтруизма
- принцип толерантности.

Таким образом, система закономерностей и принципов социальной работы является фундаментом, на основе которого строится вся практическая деятельность специалиста по социальной работе (Л. И. Кононова).

#### Теоретические модели
1. психолого-ориентированные (причины трудной жизненной ситуации в психике человека, поэтому помощь должна иметь психолого-педагогическую окраску; возможность регулирования ресурсов, имеющихся у человека);
2. социолого-ориентированные (объект социальной работы — система общественных отношений, порождающих дезадаптацию личности, семьи, общества; остро критикуют традиционные подходы к пониманию сути, содержания, значимости социальной работы);
3. комплексно-ориентированные (ориентируются на целостное видение проблемы защиты жизненных сил человека как биосоциального существа; внимание на процесс взаимодействия индивида с обществом) (Л. В. Топчий, И. С. Романычев).

## Социальная работа как профессиональная деятельность
Социальная работа — это деятельность, причем профессиональная, направленная на оказание помощи людям, нуждающимся в ней (находящимся в трудной жизненной ситуации), не способным без посторонней помощи решить свои жизненные проблемы, а во многих случаях и жить (Павленок П. Д.).
Любая деятельность, в том числе и социальная работа, имеет свою структуру, где каждый элемент органически связан и взаимодействует с другими, выполняет свои функции. Социальная работа — целостная структура, которая состоит из следующих элементов: субъектов; содержания, которое раскрывается через функции; средств (организационно-технических, финансовых и др.), управления и цели.
Целью социальной работы как профессиональной деятельности является, с одной стороны, удовлетворение интересов клиента, а с другой стороны — поддержание стабильности в обществе. Оптимальный вариант решения данной проблемы — это нахождение компромисса между этими двумя целями.

## Социальная работа как учебная дисциплина
Социальная работа как учебная дисциплина это систематизированное изложение с учебными целями основной теории и практики социальной работы применительно к профилю учебного заведения.
Задачи учебных дисциплин — донести добытые наукой знания до обучающихся в наиболее приемлемой и доступной форме.
В структуре вузовской подготовки социального работника, к внешней форме системы подготовки, было выделено 3 уровня, включающие 11 самостоятельных блоков (например, ознакомление с отечественным и зарубежным опытом, изучение и анализ нормативных документов, анализ различных социальных ситуаций, прохождение практики в социальных службах, саморазвитие студентов).
Подготовка социальных работников основана на принципах гуманизма, толерантности, практической направленности.
Студенты обучаются дисциплинам по четырём циклам:
1. общие гуманитарные и социально-экономические;
2. общие математические и естественнонаучные;
3. общие профессиональные;
4. дисциплины специализации.

## Обучение социальной работе в России
Обучение социальной работе в России ведётся на данный момент по 47 специализациям, которые условно можно разделить на группы управленческих специализаций (например, «Анализ, планирование и мониторинг социальной работы в организациях и учреждениях государственного и муниципального управления»; «Менеджмент в социальной работе»), специализации работы в определённой социальной области (например, «Социальная работа в системе образования; «Социальная работа в системе здравоохранения; «Социальная работа в вооружённых силах»), специализации работы с конкретными группами населения (например, «Социальная работа с семьёй и детьми»; «Социальная работа с инвалидами; «Социальная работа с пожилыми людьми»), специализации по технологиям социальной работы (например, «Психосоциальная работа с населением; «Консультирование и посредничество в социальной работе»).
Обучение студентов по специальности «Социальная работа» началось в сентябре 1991 года в 20 вузах России. Сейчас получить высшее образование по данной специальности можно почти в 200 вузах страны. Координирующим вузом по научной и методической подготовке стал Российский государственный социальный университет. В настоящее время большинство вузов готовят специалистов по социальной работе, но в связи с Болонским процессом происходит постепенный переход на подготовку бакалавров и магистров в области социальной работы.
Есть возможность получения профессии и в рамках среднего специального (профессионального) образования. Однако учебные заведения здесь представлены не так широко. В настоящий момент подготовку социальных работников осуществляют в 52 учебных заведениях.

### День социального работника
- День социального работника в России отмечается 8 июня, согласно Указу Президента от 27 октября 2000 года № 1796.

Годом ранее, аналогичный праздник появился на Украине. В 1986 г. вышло Постановление государственного комитета СССР по труду и социальным вопросам «О проведении эксперимента по организации отделений социальной помощи на дому одиноким нетрудоспособным гражданам»